# Gordon McVie
John Gordon McVie FRCP FRCPE FRCPGlas FMedSci (Glasgow, 13 de gener de 1945 - Bristol, 20 de gener de 2021) va ser una autoritat internacional en el tractament i la investigació del càncer. Va escriure més de 350 articles, editorials i llibres. McVie va néixer a Glasgow, Escòcia i va morir de limfona no Hodgkin i COVID-19 a Bristol, Anglaterra.
Va formar part de diversos comitès, inclosos l'Associació Americana per a la Investigació del Càncer i la Societat Americana d'Oncologia Clínica, i els consells dels Instituts Nacionals del Càncer de França, Itàlia i els Països Baixos. Al Regne Unit, va formar part dels consells d'instituts contra el càncer, incloent-hi l'Institut Beatson per a la investigació del càncer, l'Institut per a la investigació del càncer i el Christie Hospital.
Va ser professor visitant, King's College London, Sènior Clinical Research Consultant de l'Italian Institute for Molecular Oncology (IFOM) Milan, i Director no executiu d'Ellipses Pharma Ltd, President del Regne Unit d'ORIL, Austràlia i President de l'Aliança Europea per a la Medicina Personalitzada.
Va contribuir amb diverses addicions substancials al camp de l'atenció al càncer, incloent-hi l'establiment d'una administració localitzada i més precisa de quimioteràpia i fomentant l'ús de quimioteràpia per al tractament del càncer de pulmó a tota la UE. També va subratllar la importància d'ajustar la gestió d'un pacient segons la seva ètnia.

## Educació
McVie va obtenir els seus títols en ciències i medicina a la Universitat d'Edimburg el 1969, i va esdevenir professor de Terapèutica i Materia Medica de la Universitat d'Edimburg.

## Història
El 1970, McVie va obtenir una beca d'investigació MRC a la Universitat d'Edimburg, Departament de Terapèutica, per investigar el limfoma de Hodgkin. El 1975 McVie es va convertir en el professor titular de la Fundació a la Unitat d'Oncologia de la Campanya de Recerca del Càncer (actualment Beatson West of Scotland Cancer Center) de la Universitat de Glasgow. Sota Gordon Hamilton-Fairley i Sir Kenneth Calman, es va formar als Estats Units i va passar anys sabàtics a l'NCI, Bethesda, París, Sydney, Austràlia i Amsterdam.
El 1979, McVie es va convertir en director d'investigació clínica a l'Institut Neerlandès del Càncer i consultor en Oncologia Mèdica a l'hospital Antoni van Leewenhoek d'Amsterdam. Va desenvolupar un laboratori de desenvolupament de fàrmacs i una unitat d'investigació clínica per a fàrmacs de fase 1 i 2, a més d'establir teràpia intraperitoneal en càncer d'ovari i perfusió de membres en sarcoma i melanoma localitzats.
En l'Organització Europea per a la Recerca i el Tractament del Càncer (EORTC) va començar el grup de càncer de pulmó i va investigar els règims estàndard de quimioteràpia / irradiació que es van adoptar per al càncer de pulmó de cèl·lules petites i no petites, mesotelioma i timoma. Com a president del Grup de Farmacologia i Metabolisme, va desenvolupar una plataforma perquè joves investigadors presentessin noves molècules i la seva farmacologia. Va ser elegit president de l'EORTC i va iniciar l'actual Grup de Desenvolupament de Drogues a Brussel·les, i amb el suport del NCI, la Xarxa Europea de Desenvolupament de Nous Medicaments i el Comitè Mixt EORTC, NCI i CRC per a la formulació de molècules contra el càncer.
El 1989 McVie va passar a ser el Director General de la Campanya de Recerca sobre el Càncer. Durant aquest temps, més de 60 nous fàrmacs van passar de laboratori a assaig clínic, i van sorgir carboplatí, temozolomida, olaparib i abiraterona, tots importants medicaments contra el càncer d'“avanç”. Al Regne Unit va ser un dels arquitectes de Cancer Trials Networks a Escòcia, Gal·les i Anglaterra, i va ser membre fundador del National Cancer Research Institute, UK.
Després d'aconseguir el doble dels ingressos benèfics de la Campanya de Recerca del Càncer, va liderar la fusió amb ICRF per fundar Cancer Research UK (CRUK), l'organització benèfica més gran del càncer a Europa.
El 2002 McVie es va convertir en conseller delegat de Cancer Research UK amb Sir Paul Nurse, on va continuar donant suport a les proves de noves molècules i donant suport a empreses de nova creació.
Després El 2003 McVie va fundar un nou projecte, Intel·ligència contra el Càncer, i més tard amb el difunt Umberto Veronesi - una revista gratuïta sobre el càncer en línia ecancer.org, que es va publicar durant onze anys a Zuric, es va traslladar per convertir-se en una organització benèfica del Regne Unit.
El 2004 McVie es va convertir en consultor sènior d'investigació clínica a l'Institut Europeu d'Oncologia de Milà. Va crear una unitat d'investigació clínica per provar noves molècules i dispositius i va fer una sinergia del nou institut amb altres centres líders del càncer a tot el món.
El 2016 es va incorporar a l'Institut Italià d'Oncologia Molecular de Milà.

## Honors i distincions
- 1967 Premi Jubileu Gunning Victoria en Patologia
- 1977 Honeyman Gillespie Professor de Medicina
- 1978 Investigador convidat, Universitat de París, Departament d'Oncologia Mèdica
- 1979 Fellow visitant, Netherlands Cancer Institute, Amsterdam
- 1980 Consultor, Carcinogénesis de Citostàtics, International Agency Research in Cancer, OMS, Lió
- 1983 Professor Visitant, Universitat de Sídney, NSW Austràlia
- 1990–1996 Professor visitant, Federació Mèdica Britànica de Postgrau, Universitat de Londres
- 1990–1998 President del Programa de beques UICC i membre del Consell (Union Internationale Contre le Cancer/Unió Internacional contra el Càncer)
- President de l'Organització Europea de Recerca i Tractament del Càncer
- 1994–2002 Primer Editor Europeu de la Revista de l'Institut Nacional del Càncer, els Estats Units
- 1995 Medalla del Rei de Jordània a l'Excel·lència en Ciència
- 1996 DSc (Hon) University of Abertay, Dundee
- 1996–2000 Professor Visitant, Universitat de Glasgow
- 1997 DSc (Hon) University of Nottingham
- 1998 FM edSci (Fellow of the Academy of Medical Sciences)
- 1999 DSc (Hon) University of Portsmouth
- 2000 Medalla Semmelweis per a l'Excel·lència en la Ciència, Budapest
- 2000 Medalla del Fons Nacional de Recerca Científica de Bèlgica
- 2001 Medalla de Plata, Royal Scottish Society of Arts
- 2001 Medalla de la Societat Nacional del Càncer de Grècia
- 2001 FRCSE (Hon) (Membre del Col·legi Real de Cirurgians), Ed
- 2002 DSc (Hon) Napier University, Edimburg
- 2003–2006 Professor Visitant en Medicina del Càncer, Universitat de Cardiff
- 2005 DSc (Hon) University of Ghent, Bèlgica
- 2004 Membre de l'Acadèmia Europea de Ciències del Càncer
- 2005 MD (Hon), Universitat de Bath
- 2017 Membre de l'Association of Cancer Physicians, Regne Unit